# Samospalenia Tybetańczyków

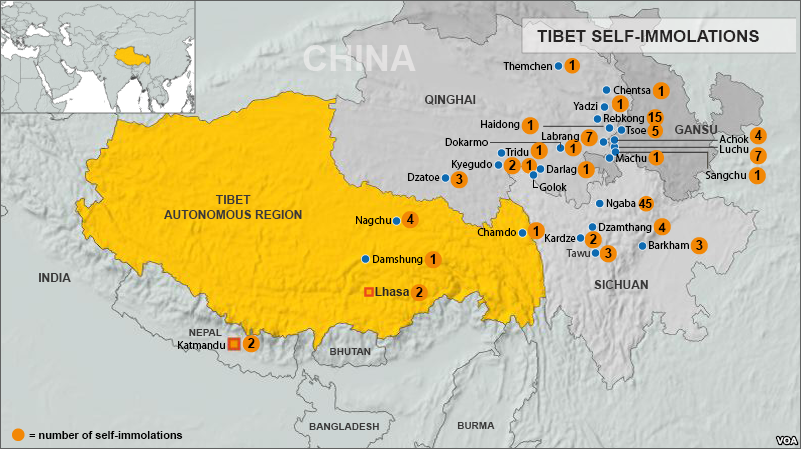
Miejsca samospaleń Tybetańczyków

Samospalenia w Tybecie – seria samospaleń popełnionych przez Tybetańczyków od 27 lutego 2009 roku w związku z sytuacją mniejszości tybetańskiej w Chińskiej Republice Ludowej. Do tego rodzaju aktów doszło m.in. w Syczuanie, Qinghai i samym Tybecie. Według danych Międzynarodowej Kampanii na rzecz Tybetu, do grudnia 2012 samopodpalenia dokonało ponad dziewięćdziesiąt osób. Do 11 stycznia 2016 samopodpalenia dokonało 145 Tybetańczyków, w tym 125 ze skutkiem śmiertelnym (122 na terenie Tybetu i 3 osoby poza jego granicami).